# San Mamés de Burgos
San Mamés de Burgos község Spanyolországban, Burgos tartományban. San Mamés de Burgos Villalbilla de Burgos, Buniel és Tardajos községekkel határos. Lakosainak száma 310 fő (2024).

## Népesség
A település népessége az utóbbi években az alábbiak szerint változott:
| Lakosok száma | 208  | 226  | 277  | 286  | 297  | 286  | 290  | 287  | 317  | 310  |
|               | 2001 | 2003 | 2005 | 2008 | 2010 | 2015 | 2017 | 2020 | 2022 | 2024 |